# دیوید فیرکلاگ
دیوید فیرکلاگ (انگلیسی: David Fairclough؛ زادهٔ ۵ ژانویهٔ ۱۹۵۷) یک بازیکن فوتبال اهل بریتانیا است.